# Saint-Quentin-des-Isles

Saint-Quentin-des-Isles este o comună în departamentul Eure, Franța. În 1 ianuarie 2018 avea o populație de 221 de locuitori.